# Эллиптические функции Якоби
Эллиптические функции Якоби — это набор основных эллиптических функций комплексного переменного и вспомогательных тета-функций, которые имеют прямое отношение к некоторым прикладным задачам (например, уравнение маятника). Они также имеют полезные аналогии с тригонометрическими функциями, как показывает соответствующее обозначение {\displaystyle \operatorname {\mathrm {sn} } } для {\displaystyle \sin }. Они не дают самый простой способ развить общую теорию, как замечено недавно: это может быть сделано на основе эллиптических функций Вейерштрасса. Эллиптические функции Якоби имеют в основном параллелограмме по два простых полюса и два простых нуля.

## Введение
Существует эллиптическая функция, имеющая в основном параллелограмме один полюс второго порядка и два простых нуля; это — «эллиптическая функция Вейерштрасса». Впрочем, более полезны «эллиптические функции Якоби», имеющие по два простых полюса и по два простых нуля в каждом основном параллелограмме. Каждая из этих функций в основном параллелограмме принимает любое значение в точности два раза.

## Обозначение
Для эллиптических функций можно встретить разнообразные обозначения, которые могут запутать суть дела. Эллиптические функции — функции двух переменных. Первую переменную можно дать в терминах амплитуды {\displaystyle \varphi }, или обычно, в терминах {\displaystyle u}, данного ниже. Вторую переменную можно было бы дать в терминах параметра {\displaystyle m}, или как эллиптический модуль {\displaystyle k}, где {\displaystyle k^{2}=m}, или в терминах модулярного угла {\displaystyle {\mbox{æ}}}, где {\displaystyle m=\sin ^{2}{\mbox{æ}}}.

## Определение как обратные к эллиптическим интегралам
Приведённое выше определение в терминах мероморфных функций абстрактно. Существует более простое, но абсолютно эквивалентное определение, задающее эллиптические функции как обратные к неполному эллиптическому интегралу первого рода. Пусть
{\displaystyle u=\int \limits _{0}^{\varphi }{\frac {d\theta }{\sqrt {1-m\sin ^{2}\theta }}}.}
Эллиптическая функция {\displaystyle \operatorname {sn} u} задаётся как
{\displaystyle \operatorname {sn} u=\sin \varphi }
и {\displaystyle \operatorname {cn} u} определяется
{\displaystyle \operatorname {cn} u=\cos \varphi ,}
а
{\displaystyle \operatorname {dn} u={\sqrt {1-m\sin ^{2}\varphi }}.}
Здесь угол {\displaystyle \varphi } называется амплитудой. {\displaystyle \operatorname {dn} u=\Delta (u)} называется дельта амплитудой. Значение {\displaystyle m} является свободным параметром, который полагается реальным в диапазоне {\displaystyle 0\leqslant m\leqslant 1}, и таким образом эллиптические функции являются функциями двух аргументов: амплитуды {\displaystyle \varphi } и параметра {\displaystyle m}.
Оставшиеся девять эллиптических функций легко построить из трёх вышеприведённых. Это будет сделано ниже.
Заметьте, что когда {\displaystyle \varphi =\pi /2}, то {\displaystyle u} равен четверти периода {\displaystyle K}.

## Определение в терминах тета-функций
Эквивалентно эллиптические функции Якоби можно определить в терминах θ-функций. Если мы определим {\displaystyle \vartheta (0;\;\tau )} как {\displaystyle \vartheta }, и {\displaystyle \vartheta _{01}(0;\;\tau ),\vartheta _{10}(0;\;\tau ),\;\vartheta _{11}(0;\;\tau )} соответственно как {\displaystyle \vartheta _{01},\;\vartheta _{10},\;\vartheta _{11}} (тета константы) тогда эллиптический модуль {\displaystyle k} равен {\displaystyle k=\left({\frac {\vartheta _{10}}{\vartheta }}\right)^{2}}. Полагая {\displaystyle u=\pi \vartheta ^{2}z}, получим
{\displaystyle \operatorname {sn} (u;\;k)=-{\frac {\vartheta \vartheta _{11}(z;\;\tau )}{\vartheta _{10}\vartheta _{01}(z;\;\tau )}},}
{\displaystyle \operatorname {cn} (u;\;k)={\frac {\vartheta _{01}\vartheta _{10}(z;\;\tau )}{\vartheta _{10}\vartheta _{01}(z;\;\tau )}},}
{\displaystyle \operatorname {dn} (u;\;k)={\frac {\vartheta _{01}\vartheta (z;\;\tau )}{\vartheta \vartheta _{01}(z;\;\tau )}}.}
Поскольку функции Якоби определяются в терминах эллиптического модуля {\displaystyle k(\tau )}, необходимо найти обратные к ним и выразить {\displaystyle \tau } в терминах {\displaystyle k}. Начнём с дополнительного модуля {\displaystyle k'={\sqrt {1-k^{2}}}}. Как функция {\displaystyle \tau } запишем
{\displaystyle k'(\tau )=\left({\frac {\vartheta _{01}}{\vartheta }}\right)^{2}.}
Введём обозначение
{\displaystyle \ell ={\frac {1}{2}}{\frac {1-{\sqrt {k'}}}{1+{\sqrt {k'}}}}={\frac {1}{2}}{\frac {\vartheta -\vartheta _{01}}{\vartheta +\vartheta _{01}}}.}
Определим также ном {\displaystyle q} как {\displaystyle q=\exp(\pi i\tau )} и разложим {\displaystyle \ell } в ряд по степеням нома {\displaystyle q}. Получим
{\displaystyle \ell ={\frac {q+q^{9}+q^{25}+\ldots }{1+2q^{4}+2q^{16}+\ldots }}.}
Обращение ряда даёт
{\displaystyle q=\ell +2\ell ^{5}+15\ell ^{9}+150\ell ^{13}+1707\ell ^{17}+20910\ell ^{21}+268616\ell ^{25}+\ldots }
Поскольку мы можем рассмотреть частный случай когда мнимая часть {\displaystyle \tau } больше или равна {\displaystyle {\sqrt {3}}/2}, мы можем сказать, что значение {\displaystyle q} меньше или равно {\displaystyle \exp(-\pi {\sqrt {3}}/2)}. Для таких малых значений вышеприведённый ряд сходится очень быстро, и это позволяет легко найти подходящее значение для {\displaystyle q}.

## Другие функции
Изменением порядка двух букв в названии функций обычно обозначают обратные к трём функциям приведённых выше:
{\displaystyle \operatorname {ns} (u)=1/\operatorname {sn} (u),}
{\displaystyle \operatorname {nc} (u)=1/\operatorname {cn} (u),}
{\displaystyle \operatorname {nd} (u)=1/\operatorname {dn} (u).}
Отношения трёх главных функций обозначают первой буквой числителя, следующей перед первой буквой знаменателя:
{\displaystyle \operatorname {sc} (u)=\operatorname {sn} (u)/\operatorname {cn(u)} ,}
{\displaystyle \operatorname {sd} (u)=\operatorname {sn} (u)/\operatorname {dn(u)} ,}
{\displaystyle \operatorname {dc} (u)=\operatorname {dn} (u)/\operatorname {cn(u)} ,}
{\displaystyle \operatorname {ds} (u)=\operatorname {dn} (u)/\operatorname {sn(u)} ,}
{\displaystyle \operatorname {cs} (u)=\operatorname {cn} (u)/\operatorname {sn(u)} ,}
{\displaystyle \operatorname {cd} (u)=\operatorname {cn} (u)/\operatorname {dn(u)} .}
Более кратко запишем
{\displaystyle \operatorname {pq} (u)={\frac {\operatorname {pr} (u)}{\operatorname {qr(u)} }},}
где все буквы {\displaystyle \operatorname {p} }, {\displaystyle \operatorname {q} }, и {\displaystyle \operatorname {r} } являются любыми буквами {\displaystyle \operatorname {s} }, {\displaystyle \operatorname {c} }, {\displaystyle \operatorname {d} }, {\displaystyle \operatorname {n} } (следует помнить, что {\displaystyle \operatorname {ss} =\operatorname {cc} =\operatorname {dd} =\operatorname {nn} =1}).

## Дополнительные теоремы
Функции удовлетворяют двум алгебраическим соотношениям
{\displaystyle \operatorname {cn} ^{2}+\operatorname {sn} ^{2}=1,}
{\displaystyle \operatorname {dn} ^{2}+k^{2}\operatorname {sn} ^{2}=1.}
Видно, что ({\displaystyle \operatorname {cn} }, {\displaystyle \operatorname {sn} }, {\displaystyle \operatorname {dn} }) параметризует эллиптическую кривую, которая является пересечением двух квадрик определённой вышеупомянутыми двумя уравнениями. Мы теперь можем определить групповой закон для точек на этой кривой с помощью дополнительных формул для функций Якоби
{\displaystyle \operatorname {cn} (x+y)={\frac {\operatorname {cn} (x)\,\operatorname {cn} (y)-\operatorname {sn} (x)\,\operatorname {sn} (y)\,\operatorname {dn} (x)\,\operatorname {dn} (y)}{1-k^{2}\,\operatorname {sn} ^{2}(x)\,\operatorname {sn} ^{2}(y)}},}
{\displaystyle \operatorname {sn} (x+y)={\frac {\operatorname {sn} (x)\,\operatorname {cn} (y)\,\operatorname {dn} (y)+\operatorname {sn} (y)\,\operatorname {cn} (x)\,\operatorname {dn} (x)}{1-k^{2}\,\operatorname {sn} ^{2}(x)\,\operatorname {sn} ^{2}(y)}},}
{\displaystyle \operatorname {dn} (x+y)={\frac {\operatorname {dn} (x)\,\operatorname {dn} (y)-k^{2}\,\operatorname {sn} (x)\,\operatorname {sn} (y)\,\operatorname {cn} (x)\,\operatorname {cn} (y)}{1-k^{2}\,\operatorname {sn} ^{2}(x)\,\operatorname {sn} ^{2}(y)}}.}

## Тригонометрические и гиперболические функции, как частный случай эллиптических
- Если {\displaystyle m=1}, то

{\displaystyle u=\int \limits _{0}^{\varphi }{\frac {d\theta }{\sqrt {1-\sin ^{2}{\theta }}}}=\operatorname {ln} \left({\frac {1}{\cos \varphi }}-\operatorname {tg} \varphi \right).}
Отсюда
{\displaystyle \sin \varphi =\operatorname {sn} \,u={\frac {e^{2u}-1}{e^{2u}+1}}=\operatorname {th} \,u.}
Отсюда
{\displaystyle \operatorname {cn} \,u={\sqrt {1-\operatorname {sn} ^{2}\,u}}={\frac {1}{\operatorname {ch} \,u}}}
и
{\displaystyle \operatorname {dn} \,u={\sqrt {1-\operatorname {sn} ^{2}\,u}}={\frac {1}{\operatorname {ch} \,u}}.}
Таким образом, при {\displaystyle m=1} эллиптические функции вырождаются в гиперболические.
- Если {\displaystyle m=0}, то

{\displaystyle u=\int \limits _{0}^{\varphi }d\theta =\varphi .}
Отсюда
{\displaystyle \sin \varphi =\sin \,u=\operatorname {sn} \,u,}
а также
{\displaystyle \operatorname {cn} \,u=\cos \,u,}
{\displaystyle \operatorname {dn} \,u=1.}
Таким образом, при {\displaystyle m=0} эллиптические функции вырождаются в тригонометрические.

## Соотношение между квадратами функций
Для квадратов этих функций верны следующие соотношения
{\displaystyle -\operatorname {dn} ^{2}(u)+m_{1}=-m\;\operatorname {cn} ^{2}(u)=m\;\operatorname {sn} ^{2}(u)-m,}
{\displaystyle -m_{1}\;\operatorname {nd} ^{2}(u)+m_{1}=-mm_{1}\;\operatorname {sd} ^{2}(u)=m\;\operatorname {cd} ^{2}(u)-m,}
{\displaystyle m_{1}\;\operatorname {sc} ^{2}(u)+m_{1}=m_{1}\;\operatorname {nc} ^{2}(u)=\operatorname {dc} ^{2}(u)-m,}
{\displaystyle \operatorname {cs} ^{2}(u)+m_{1}=\operatorname {ds} ^{2}(u)=\operatorname {ns} ^{2}(u)-m,}
где {\displaystyle m+m_{1}=1} и {\displaystyle m=k^{2}}.
Дополнительные равенства для квадратов можно получить если заметить, что {\displaystyle \operatorname {pq} ^{2}\cdot \operatorname {qp} ^{2}=1}, а также {\displaystyle \operatorname {pq} =\operatorname {pr} /\operatorname {qr} }, где {\displaystyle \operatorname {p} }, {\displaystyle \operatorname {q} }, {\displaystyle \operatorname {r} } — любые буквы {\displaystyle \operatorname {s} }, {\displaystyle \operatorname {c} }, {\displaystyle \operatorname {d} }, {\displaystyle \operatorname {n} } и {\displaystyle \operatorname {ss} =\operatorname {cc} =\operatorname {dd} =\operatorname {nn} =1}.

## Ном
Пусть ном равен {\displaystyle q=\exp(-\pi K'/K)} и пусть аргумент — {\displaystyle v=\pi u/(2K)}. Тогда функции можно представить в виде сумм Ламберта
{\displaystyle \operatorname {sn} (u)={\frac {2\pi }{K{\sqrt {m}}}}\sum _{n=0}^{\infty }{\frac {q^{n+1/2}}{1-q^{2n+1}}}\sin(2n+1)v,}
{\displaystyle \operatorname {cn} (u)={\frac {2\pi }{K{\sqrt {m}}}}\sum _{n=0}^{\infty }{\frac {q^{n+1/2}}{1+q^{2n+1}}}\cos(2n+1)v,}
{\displaystyle \operatorname {dn} (u)={\frac {\pi }{2K}}+{\frac {2\pi }{K}}\sum _{n=1}^{\infty }{\frac {q^{n}}{1+q^{2n}}}\cos 2nv.}

## Решения нелинейных обыкновенных дифференциальных уравнений
Производные трёх основных эллиптических функций Якоби записываются в виде:
{\displaystyle {\frac {\mathrm {d} }{\mathrm {d} z}}\,\mathrm {sn} \,(z;\;k)=\mathrm {cn} \,(z;\;k)\,\mathrm {dn} \,(z;\;k),}
{\displaystyle {\frac {\mathrm {d} }{\mathrm {d} z}}\,\mathrm {cn} \,(z;\;k)=-\mathrm {sn} \,(z;\;k)\,\mathrm {dn} \,(z;\;k),}
{\displaystyle {\frac {\mathrm {d} }{\mathrm {d} z}}\,\mathrm {dn} \,(z;\;k)=-k^{2}\mathrm {sn} \,(z;\;k)\,\mathrm {cn} \,(z;\;k).}
Используя теорему, формулировка которой приведена выше получим для заданного {\displaystyle k} ({\displaystyle 0<k<1}) уравнения решениями которых являются эллиптические функции Якоби:
- {\displaystyle \mathrm {sn} \,(x;\;k)} является решением уравнения {\displaystyle {\frac {\mathrm {d} ^{2}y}{\mathrm {d} x^{2}}}+(1+k^{2})y-2k^{2}y^{3}=0} и {\displaystyle \left({\frac {\mathrm {d} y}{\mathrm {d} x}}\right)^{2}=(1-y^{2})(1-k^{2}y^{2});}

- {\displaystyle \mathrm {cn} \,(x;\;k)} является решением уравнения {\displaystyle {\frac {\mathrm {d} ^{2}y}{\mathrm {d} x^{2}}}+(1-2k^{2})y+2k^{2}y^{3}=0} и {\displaystyle \left({\frac {\mathrm {d} y}{\mathrm {d} x}}\right)^{2}=(1-y^{2})(1-k^{2}+k^{2}y^{2});}

- {\displaystyle \mathrm {dn} \,(x;\;k)} является решением уравнения {\displaystyle {\frac {\mathrm {d} ^{2}y}{\mathrm {d} x^{2}}}-(2-k^{2})y+2y^{3}=0} и {\displaystyle \left({\frac {\mathrm {d} y}{\mathrm {d} x}}\right)^{2}=(y^{2}-1)(1-k^{2}-y^{2}).}